# Espace séparable
Ne pas confondre avec la structure d'espace séparé.
En mathématiques, et plus précisément en topologie, un espace séparable est un espace topologique contenant un sous-ensemble dense et au plus dénombrable, c'est-à-dire contenant un ensemble fini ou dénombrable de points dont l'adhérence est égale à l'espace topologique tout entier.

## Lien avec les espaces à base dénombrable
- Tout espace à base dénombrable est séparable. La réciproque est fausse, mais :
- Tout espace pseudométrisable séparable est à base dénombrable[1].
Beaucoup d'espaces usuels sont de ce type. L'hypothèse de séparabilité se retrouve abondamment dans les résultats d'analyse fonctionnelle.
- Tout sous-espace d'un espace pseudométrisable séparable est encore séparable (l'hypothèse de pseudométrisabilité est indispensable : voir § « Propriétés » ci-dessous).
Cela se déduit de ce qui précède, sachant que tout sous-espace d'un espace à base dénombrable est encore à base dénombrable. Mais il est possible d'en donner une démonstration directe sans utiliser l'équivalence, pour un espace pseudométrisable, entre la séparabilité et l'existence d'une base dénombrable.

## Exemples
- L'ensemble ℝ des nombres réels, muni de sa topologie usuelle, est séparable car ℚ (dénombrable) y est dense.
- Pour 1 ≤ p < ∞, l'espace Lp(ℝ) des fonctions dont la puissance p est intégrable muni de la tribu borélienne et de la mesure de Lebesgue est séparable[2]. Par contre, l'espace L∞(ℝ) des fonctions essentiellement bornées ne l'est pas. On a la même dichotomie pour les espaces de suites ℓp et ℓ∞.
- La droite de Sorgenfrey est séparable mais n'est pas à base dénombrable donc pas pseudométrisable (elle est cependant à bases dénombrables de voisinages).

## Propriétés
- Un espace vectoriel topologique sur ℝ ou ℂ est séparable si et seulement s'il contient une famille dénombrable de vecteurs engendrant un sous-espace dense.
- Tout espace pseudométrique précompact ou de Lindelöf (en particulier tout espace métrique compact) est séparable. En effet, dans les deux cas, pour tout entier n > 0, on peut recouvrir l'espace par des boules ouvertes de rayon 1/n et de centre appartenant à un ensemble Cn au plus dénombrable. La réunion des Cn constitue alors une partie dénombrable dense.
- Un espace vectoriel normé est séparable si et seulement si la boule unité de son dual est *-faiblement métrisable.
- Pour tout espace compact X, l'algèbre C(X) des fonctions continues de X dans ℝ munie de la norme de la convergence uniforme est séparable (ou, ce qui revient au même : à base dénombrable) si et seulement si X est métrisable. (Par exemple : ℓ∞ = C(βℕ) n'est pas séparable.) On en déduit que toute image continue séparée Y d'un espace métrique compact X est métrisable, puisque C(Y) ⊂ C(X).
- Tout espace métrique séparable est isométrique à un sous-espace de C([0, 1])[3].
- Tout produit d'espaces séparables indexé par un ensemble ayant au plus la puissance du continu ℭ est séparable (c'est le cas particulier κ = ℵ₀ du théorème de Hewitt-Marczewski-Pondiczery[4]). L'étape essentielle, pour le démontrer, est de vérifier que ℕℝ est séparable[5]. En particulier, ℝℝ est séparable.
- Si κ > ℭ, un produit de κ espaces séparés comportant chacun au moins deux points n'est jamais séparable[6].
- Dans un espace séparable, tout ouvert est séparable mais pas toute partie en général : dans le plan de Sorgenfrey, l'antidiagonale est un fermé non séparable ; de même le plan de Moore, séparable, contient une droite fermée non séparable. Pire : tout espace topologique est sous-espace d'un séparable de même cardinal[7].
- La séparabilité est évidemment préservée par images continues (contrairement à la propriété d'être à base dénombrable, qui n'est même pas stable par quotients).
- Tout espace séparable possède la « condition de chaîne dénombrable », c'est-à-dire que toute famille d'ouverts non vides disjoints deux à deux est au plus dénombrable[8].
- Un espace métrique est séparable si (et seulement si, d'après le point précédent) toute famille de boules deux à deux disjointes et de même rayon strictement positif est au plus dénombrable.

## Cardinalité
Un espace séparé à bases dénombrables de voisinages (par exemple : un espace métrisable) et séparable a au plus la puissance du continu ℭ : voir « Fonctions cardinales en topologie ». Plus généralement, le cardinal d'un espace séparé séquentiellement séparable, c'est-à-dire, fermeture séquentielle d'une partie au plus dénombrable — en particulier, le cardinal d'un espace séparé de Fréchet-Urysohn séparable — est au plus ℭ. On montre même facilement que tout espace séparé qui est fermeture séquentielle d'une partie de cardinal au plus ℭ est encore de cardinal au plus ℭ.
Un espace séparé et séparable a un cardinal inférieur ou égal à 2ℭ. On retrouve ainsi (comme cas particulier de κ > ℭ vu plus haut) que si 2κ > 2ℭ (et a fortiori si κ ≥ 2ℭ), un produit de κ espaces séparés comportant chacun au moins deux points n'est jamais séparable. La borne 2ℭ est atteinte, par exemple par le compact séparable {0, 1}ℭ, qui n'est donc pas à bases dénombrables de voisinages (il n'est en fait même pas séquentiel, puisqu'il est dénombrablement compact mais pas séquentiellement compact).